# Conor Garland
Conor Garland, född 11 mars 1996, är en amerikansk professionell ishockeyforward som spelar för Vancouver Canucks i NHL.
Han har tidigare spelat för Arizona Coyotes i NHL; Tucson Roadrunners i American Hockey League (AHL); Moncton Wildcats i Ligue de hockey junior majeur du Québec (LHJMQ) samt Muskegon Lumberjacks i United States Hockey League (USHL).
Garland draftades av Arizona Coyotes i femte rundan i 2015 års draft som 123:e spelare totalt.

## Statistik
| 2010–2011    | Shattuck St. Mary's Sabres |              | 52  | 65  | 51  | 116 | 28  | —  | —  | —  | —  | —  |
| 2011–2012    | Boston Jr. Bruins          | EmJHL        | 40  | 42  | 52  | 94  | 53  | 5  | 3  | 6  | 9  | 14 |
|              | Boston Jr. Bruins          | EJHL         | 2   | 0   | 0   | 0   | 2   | —  | —  | —  | —  | —  |
| 2012–2013    | Muskegon Lumberjacks       | USHL         | 6   | 1   | 2   | 3   | 2   | —  | —  | —  | —  | —  |
|              | Moncton Wildcats           | LHJMQ        | 26  | 6   | 11  | 17  | 16  | 5  | 0  | 0  | 0  | 0  |
| 2013–2014    | Moncton Wildcats           | LHJMQ        | 51  | 24  | 30  | 54  | 39  | 6  | 2  | 3  | 5  | 2  |
| 2014–2015    | Moncton Wildcats           | LHJMQ        | 67  | 35  | 94  | 129 | 66  | 16 | 3  | 22 | 25 | 17 |
| 2015–2016    | Moncton Wildcats           | LHJMQ        | 62  | 39  | 89  | 128 | 97  | 17 | 5  | 10 | 15 | 18 |
| 2016–2017    | Tucson Roadrunners         | AHL          | 55  | 5   | 9   | 14  | 37  | —  | —  | —  | —  | —  |
| 2017–2018    | Tucson Roadrunners         | AHL          | 55  | 8   | 19  | 27  | 40  | 9  | 1  | 4  | 5  | 6  |
| 2018–2019    | Arizona Coyotes            | NHL          | 47  | 13  | 5   | 18  | 12  | —  | —  | —  | —  | —  |
|              | Tucson Roadrunners         | AHL          | 21  | 12  | 13  | 25  | 22  | —  | —  | —  | —  | —  |
| 2019–2020    | Arizona Coyotes            | NHL          | 68  | 22  | 17  | 39  | 20  | 8  | 1  | 1  | 2  | 0  |
| 2020–2021    | Arizona Coyotes            | NHL          | 49  | 12  | 27  | 39  | 26  | —  | —  | —  | —  | —  |
| 2021–2022    | Vancouver Canucks          | NHL          | 77  | 19  | 33  | 52  | 36  | —  | —  | —  | —  | —  |
| NHL totalt   | NHL totalt                 | NHL totalt   | 241 | 66  | 82  | 148 | 94  | 8  | 1  | 1  | 2  | 0  |
| AHL totalt   | AHL totalt                 | AHL totalt   | 131 | 25  | 41  | 66  | 99  | 9  | 1  | 4  | 5  | 6  |
| LHMJQ totalt | LHMJQ totalt               | LHMJQ totalt | 206 | 104 | 224 | 328 | 218 | 44 | 10 | 35 | 45 | 37 |

### Internationellt
| Källa: Uppdaterad: 2022-06-08 | Källa: Uppdaterad: 2022-06-08 | Källa: Uppdaterad: 2022-06-08 |         | Utv = Utvisningsminuter | Utv = Utvisningsminuter | Utv = Utvisningsminuter | Utv = Utvisningsminuter | Utv = Utvisningsminuter |
| År                            | Lag                           | Mästerskap                    | Matcher | Mål                     | Assists                 | Poäng                   | Utv                     |                         |
| ----------------------------- | ----------------------------- | ----------------------------- | ------- | ----------------------- | ----------------------- | ----------------------- | ----------------------- | ----------------------- |
| 2021                          | USA                           | VM                            | 10      | 6                       | 7                       | 13                      | 6                       |                         |
| Senior totalt                 | Senior totalt                 | Senior totalt                 | 10      | 6                       | 7                       | 13                      | 6                       |                         |